# 拉塞·吕尔斯
拉塞·吕尔斯（德語：Lasse Lührs，1996年5月16日—），德国男子铁人三项运动员，2024年世界铁人三项混合接力锦标赛金牌得主、2024年夏季奥林匹克运动会混合接力金牌得主。